# پتروبراسور
پتروبراسور (نام علمی: Petrobrasaurus puestohernandezi) نام یک گونه از کلاد نوخزنده‌پایان است.